# 아르코스데라프론테라
아르코스데라프론테라(Arcos de la Frontera)는 스페인 안달루시아 지방의 주인 카디스주의 도시로, 인구는 31,017명(2008년 기준), 면적은 527.54km2, 높이는 해발 185m이다.

## 갤러리

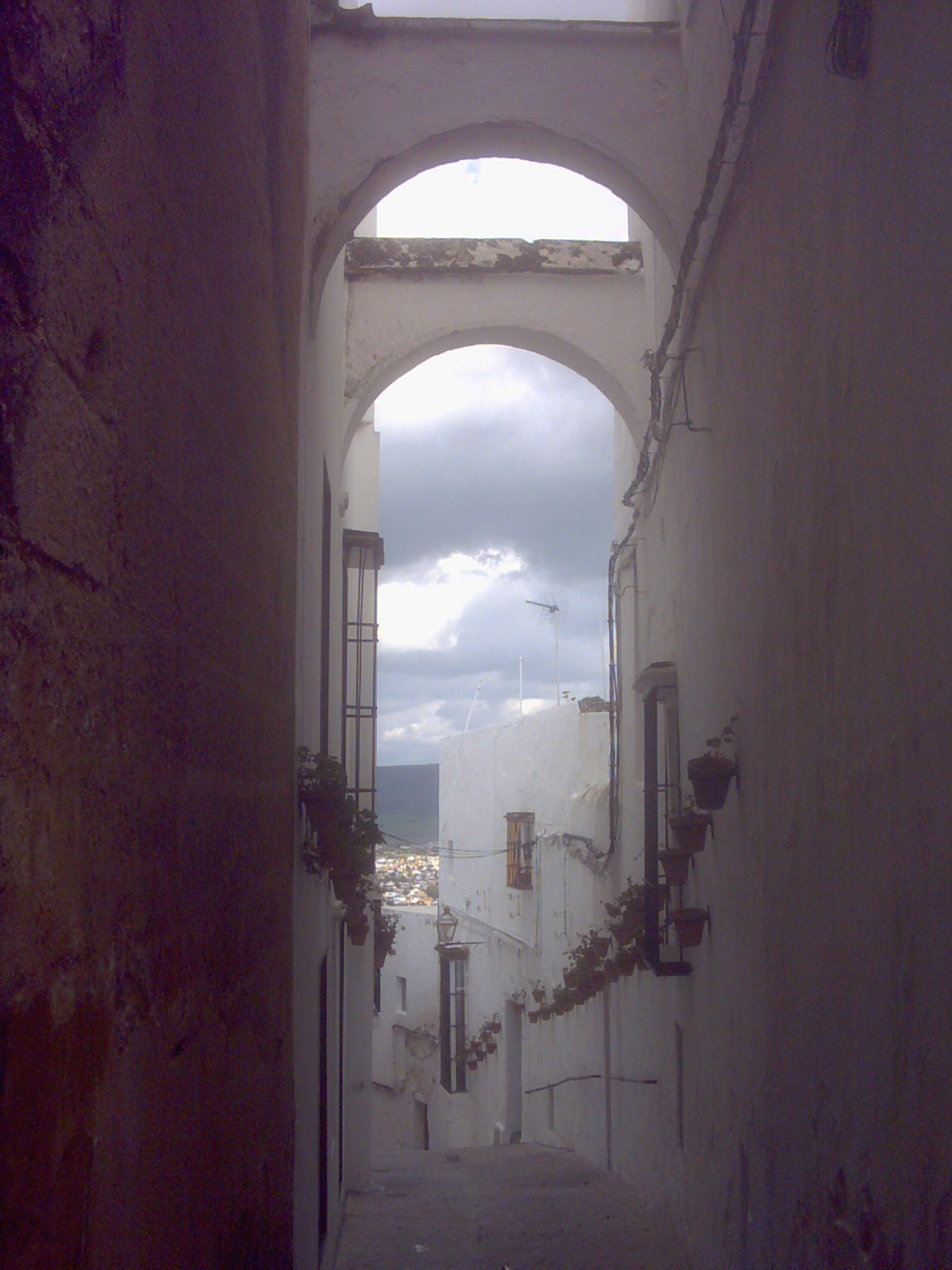
아르코스데라프론테라 시가지